# Madara Gruntmane
Madara Gruntmane (ur. 14 września 1981 w Lipawie) – łotewska poetka, działaczka na rzecz rozwoju kultury na Łotwie. 

## Życiorys
Madara Gruntmane urodziła się 14 września 1981 roku w Lipawie, gdzie uczęszczała do liceum muzycznego Liepāja Emīls Melngailis, gdzie uczyła się gry na fortepianie. Studiowała zarządzanie projektami kulturalnymi na Międzynarodowej Akademii Bałtyckiej. Od 2010 roku kieruje stowarzyszeniem kreatywnym „I Did It”, które zorganizowało wiele projektów kulturalnych na Łotwie. W 2016 roku  uczestniczyła w międzynarodowym festiwalu grafiki „Printmaking IN”, w letnich warsztatach kreatywnych oraz w Dniach Poezji w Rydze i Lipawie.
Zadebiutowała w 2015 roku w piśmie „Latvju Teksti”, gdzie ukazał się jej wiersz Pa kreisi veči kā vērši. W tym samym roku wydała pierwszy tom poezji Narkozes. Został on przetłumaczony na język angielski 2018 roku przez Mārtę Ziemelis i Richarda O’Briena. Drugi zbiór wierszy Dzērājmeitiņa wydała w 2018 roku. Gruntmane tworzy swoje wiersze w oparciu o osobiste doświadczenia. Są to psychologicznie precyzyjne prace, które cechuje bezpośrednie i bezwzględne przesłanie zamiast ozdobnego wyrazu. W 2018 roku poetka uczestniczyła w londyńskich targach książek.

## Wybrane działa
- Narkozes, 2015
- Dzērājmeitiņa, 2018